# Protupožarna eskadrila 93. ZB Zadar
Protupožarna eskadrila postrojba je Hrvatskog ratnog zrakoplovstva u sastavu 93. zrakoplovne baze Zadar. Eskadrila je smještena u Zračnoj luci Zadar.
Eskadrila osigurava osposobljenost snaga za učinkovito gašenje požara na kopnu, priobalju i otocima, te zadaćama pružanja međunarodne humanitarne pomoći u gašenju požara s avionaima CL-415, AT-802F i AT-802AF.
Postrojba je osnovana početkom 1990-ih godina kada su izravno od kanadske tvrtke Bombardier Aerospace unajmljeni prvi avioni CL-215. Tijekom 1995. Republika Hrvatska kupuje svoje prve avione CL-215. Tijekom Domovinskog rata eskadrila se nalazila u Kaštelima s obzirom na to da je aerodrom Zemunik bio izložen neprijateljskoj paljbi s okupiranih područja. Okončanjem rata prelazi na zemunički aerodrom, a nastavilo se i s popunjavanjem eskadrile avionima. Tako su 1997. nabavljeni avioni CL-415, a zatim i avioni Air Tractor AT-802F.

## Zrakoplovna flota
| Zrakoplov            | Slika | U službi |
| -------------------- | ----- | -------- |
| Canadair CL-415      |       | 6        |
| Air Tractor AT-802 F |       | 1        |
| Air Tractor AT-802 A |       | 5        |

U sastavu flote bila su i tri zrakoplova Canadair CL-215. Posljednji je iz službe povučen 2004. godine.